# Sistema Nacional de Investigadores
Das Sistema Nacional de Investigadores (deutsch Nationales System der Forscher) oder SNI ist eine Bundesbehörde, die 1984 in Mexiko gegründet wurde, um sowohl die Quantität als auch die Qualität der Forschung in Mexiko, insbesondere in den Wissenschaften, zu fördern.
Das Land ist geprägt von der Abwanderung gut ausgebildeter und hochqualifizierter Arbeitskräfte, welche an anderen Orten der Welt bessere wirtschaftliche Chancen sehen. Dieser so genannte „Brain Drain“ ließ sich auch zur Entstehungszeit des SNI in den 1980er Jahren beobachten. Eine der ersten Aufgaben der Behörde war die Erstellung von Vergütungsleitfäden, um die Forscher im Land zu halten. In der Folgezeit war sie an der Reform der mexikanischen Hochschulbildung beteiligt. Die Mitgliedschaft im System ist prestigeträchtig, insbesondere in den Stufen II, III und Emeritus, die den Nachweis bedeutender Beiträge in Forschung, Lehre und Förderung der Forschung in Mexiko erfordern.
Es gibt zwei Hauptkategorien: Kandidat und Nationaler Forscher (Investigador Nacional), wobei letzterer in Stufe I, Stufe II, Stufe III und Emeritierter Nationaler Forscher (Investigador Nacional Emérito) unterteilt ist. Um als Mitglieder zugelassen zu werden, müssen die Bewerber Promotion, Nachweis der Fähigkeit zur Durchführung von Originalforschungen auf ihrem Gebiet und Abschluss des Bachelor-Studiums spätestens fünfzehn Jahre vor dem Bewerbungsdatum (obwohl in der letzten Anforderung Ausnahmen gemacht werden) nachweisen. Für Stufe I muss der Forscher auch die Betreuung von Abschlussarbeiten und Lehrtätigkeit in Bachelor- und Masterstudiengängen nachweisen sowie Belege für Forschungsbeiträge in seinen Bereichen vorlegen. Für Stufe II muss zusätzlich zu den genannten Anforderungen die Forschungsleistung als eine der herausragenden auf seinem Gebiet anerkannt werden, wobei die Qualität durch hochrangige Mitglieder des Systems bewertet wird. Die Betreuung von Abschlussarbeiten oder andere Formen der Betreuung auf Universitätsniveau sind ebenfalls erforderlich. Stufe III ist jenen Forschern vorbehalten, die in Mexiko herausragende Beiträge zu ihren Fachgebieten geleistet haben und ihrem Forschungsgebiet entscheidende Anregungen gegeben sowie entsprechende Arbeitsgruppen geleitet haben. Alle Stufen werden regelmäßig neu bewertet, mit Ausnahme von Emeritus, der lebenslang ist.
Weniger als die Hälfte aller Forscher im Land sind Mitglieder des SNI, und die meisten Mitglieder konzentrieren sich auf die Kategorien Kandidat und Level I. Die SNI ist ausgehend von ihren 1.200 initialen Mitgliedern auf über 35.100 angewachsen (2022).